# Josef Režný
Josef Režný (né à Strakonice le 2 février 1924 – mort en décembre 2012) est une éminence de l'ethnographie tchèque, chef des joueurs de cornemuse de Strakonice. Il a joué du violon, du violon alto et de la contrebasse. Durant ses études au lycée de Strakonice, il a joué dans un orchestre estudiantin comme contrebassiste. À la fin de l'année 1942, il a commencé à jouer de la contrebasse dans le groupe de cornemuse de Strakonice.
Il a eu quelques professions – il a été instituteur, employé et également ouvrier à l'usine ČZ (fabrique d'armement tchèque) à Strakonice. Il a longtemps exercé la fonction de directeur au Musée Municipal de la petite ville de Volyně. Josef Režný avait de nombreuses passions. Après la Seconde Guerre mondiale, il exerçait aussi comme chef du chœur masculin Palla ČZ. Toutefois, son intérêt pour la musique populaire et l'ethnographie dominait. En 1949, il fonda un Ensemble ethnographique qui se consacrait également aux danses populaires. En 1950, l'ensemble changea son nom pour devenir Prácheň – ensemble régional de chants et danses populaires – nom qu'il utilise encore aujourd'hui.
Josef Režný est un expert en matière d'instruments de musique populaires, principalement orienté vers les cornemuses. Il s'est longtemps consacré à la recherche et à la documentation sur la cornemuse et sa musique, pas seulement en Tchéquie mais aussi en Europe. Il a appris à de nombreuses personnes intéressées en Bohême et à l'étranger à jouer de la cornemuse. Entre 1955 et 1961, il participe à la mise en place et à l'organisation des Fêtes des chants et danses de Bohême du Sud à Strakonice, et ensuite des Festivals Internationaux de Cornemuse (MDF). Maintenant, il est président d'honneur du conseil de programmation du festival.
Significative est sa collection ethnographique dans la région de Prácheň – principalement dans les environs de Strakonice et de Volyně. Il a collecté plus de 1000 chansons populaires et 76 danses. Il a mis des chansons sur cassette et a inscrit des notes de musique pour la cornemuse. À part cela, il a enregistré des dialectes, des proverbes, des coutumes, etc.

## Actions publiques dans les journaux
- Národopisné aktuality (Actualités ethnographiques)
- Český lid (Peuple tchèque)

## Ouvrages de musique populaire (principalement de la cornemuse) et d'ethnographie
- Lidové hudební nástroje v Čechách (Instruments de musique populaires en Bohême, 1975)
- Dudy a dudáci (Cornemuses et joueurs de cornemuse, 1978)
- Lidoví zpěváci na Prácheňsku (Chanteurs populaires de la région de Prácheň)
- Škola hry na české dudy (Cours pour jouer de la cornemuse tchèque, 1981)
- Konopická (Joyeuse fête populaire ethnographique après la récolte des grains, 1987)
- Naše prameny (Nos documents source, 1988)
- Po stopách dudáků na Chebsku (Sur les traces des joueurs de cornemuse dans la région de Cheb, 1992)
- Der sorbische Dudelsack (Cornemuse sorabe, 1993)
- Jan Matásek – strakonický dudák (Jan Matásek – joueur de cornemuse de Strakonice, 1999)
- Partitury dudácké muziky Prácheňského souboru 1949–1999 (Partitions de musique pour cornemuse de l'ensemble régional Prácheň 1949–1999)
- Almanach Prácheňského souboru (Almanach de l'ensemble régional Prácheň 1965, 1974, 1979, 1984, 1999)
- Mezinárodní dudácké festivaly (Festivals Internationaux de Cornemuse, 2002)
- Po stopách dudáků na Prácheňsku (Sur les traces des joueurs de cornemuse dans la région de Prácheň, 2004)

Maintenant, Josef Režný travaille sur un livre ayant pour titre Chants et discours sérieux – légers – fripons (chapitres de la vie du peuple dans la région de Prácheň).